# Нечволодівська сільська рада
Нечволо́дівська сільська́ ра́да — адміністративно-територіальна одиниця та орган місцевого самоврядування в Куп'янському районі Харківської області. Адміністративний центр — село Нечволодівка.

## Загальні відомості
- Нечволодівська сільська рада утворена в 1923 році.
- Територія ради: 39,31 км²
- Населення ради: 480 осіб (станом на 2001 рік)

## Населені пункти
Сільській раді підпорядковані населені пункти:
- с. Нечволодівка

## Склад ради
Рада складається з 12 депутатів та голови.
- Голова ради: Козир Людмила Іванівна

### Керівний склад попередніх скликань
| Прізвище, ім'я, по батькові | Основні відомості                                                                       | Дата обрання | Дата звільнення |
| --------------------------- | --------------------------------------------------------------------------------------- | ------------ | --------------- |
| Копилов Сергій Васильович   | Сільський голова, 1961 року народження, освіта середня загальна, член Партії регіонів   | 26.03.2006   | 31.10.2010      |
| Копилов Сергій Васильович   | Сільський голова, 1961 року народження, освіта середня загальна, член Партії регіонів   | 31.10.2010   | 18.09.2011      |
| Жуков Сергій Іванович       | Сільський голова, 1960 року народження, освіта середня спеціальна, член Партії регіонів | 18.09.2011   | 09.09.2012      |
| Козир Людмила Іванівна      | Сільський голова, 1968 року народження, освіта вища, член Партії регіонів               | 09.09.2012   |                 |

Примітка: таблиця складена за даними сайту Верховної Ради України

### Депутати
За результатами місцевих виборів 2010 року депутатами ради стали:

#### За суб'єктами висування
| Суб'єкт висування           | Кількість обраних депутатів | %    |
| --------------------------- | --------------------------- | ---- |
| Партія регіонів             | 11                          | 91,7 |
| Комуністична партія України | 1                           | 8,3  |

#### За округами
| № округу                    | Прізвище, ім'я, по батькові     | Дата визнання обраним | Освіта           | Партійна приналежність            | Відомості про обраного депутата                                                             |
| --------------------------- | ------------------------------- | --------------------- | ---------------- | --------------------------------- | ------------------------------------------------------------------------------------------- |
| Комуністична партія України |                                 |                       |                  |                                   |                                                                                             |
| 9                           | Горягін Геннадій Олексійович    | 01.11.2010            | середня          | член Комуністичної партії України | пенсіонер                                                                                   |
| Партія регіонів             |                                 |                       |                  |                                   |                                                                                             |
| 1                           | Маширова Наталя Валентинівна    | 19.11.2012            | вища             | член Партії регіонів              | Куп'янський центр соціальних служб для сім'ї, дітей та молоді, фахівець з соціальної роботи |
| 2                           | Чередник Олег Миколайович       | 01.11.2010            | середня          | член Партії регіонів              | ПСП «Вікторія — Плюс», водій                                                                |
| 3                           | Горягіна Світлана Володимирівна | 01.11.2010            | вища             | член Партії регіонів              | Нечволодівська сільська рада, головний бухгалтер                                            |
| 4                           | Маширов Олександр Олександрович | 19.11.2012            | вища             | член Партії регіонів              | ВАТ «Полістар», виробник образильних дисків та полімерних матеріалів                        |
| 5                           | Андреєв Микола Васильович       | 01.11.2010            | середня          | член Партії регіонів              | Нечволодівська сільська рада, оператор насосних станцій                                     |
| 6                           | Вишневська Зінаїда Василівна    | 01.11.2010            | середня          | член Партії регіонів              | загальноосвітня школа I-III ст. с. Нечволодівка, кухонний працівник                         |
| 7                           | Святашов Микола Васильович      | 01.11.2010            | вища             | член Партії регіонів              | загальноосвітня школа І-ІІ ст. с. Нечволодівка, вчитель трудового навчання                  |
| 8                           | Маширов Артем Олександрович     | 01.11.2010            | середня          | член Партії регіонів              | загальноосвітня школа І-ІІ ст. с. Нечволодівка, оператор газової котельні                   |
| 10                          | Нечволод Антоніна Степанівна    | 01.11.2010            | незакінчена вища | член Партії регіонів              | Куп'янський районний територіальний центр, соціальний працівник                             |
| 11                          | Нечволод Віктор Петрович        | 01.11.2010            | середня          | член Партії регіонів              | Куп'янський районний територіальний центр, соціальний працівник                             |
| 12                          | Пономарьова Віра Миколаївна     | 01.11.2010            | середня          | член Партії регіонів              | Нечволодівський сільський клуб, завідувачка клубу                                           |